# Stopnik, Vransko
Stopnik je naselje v Občini Vransko.
Tu so še vidni ostanki stopniškega gradu, najstarejšega v Spodnji Savinjski dolini.
V Stopniku se nahaja cerkev sv. Mohorja in Fortunata z zvonom iz leta 1317, ki je eden najstarejših livarskih izdelkov te vrste na Slovenskem.